# Medalla Heinrich Tessenow
La Medalla Heinrich Tessenow (en alemán: Heinrich-Tessenow-Medaille; en inglés: Heinrich Tessenow Gold Medal) es un premio de arquitectura establecido en 1963 por la fundación alemana Alfred Toepfer Stiftung F.V.S. de Hamburgo en honor a Heinrich Tessenow. 
Es entregada anualmente por la Heinrich-Tessenow-Gesellschaft e.V. "para honrar a aquellas personas que han conseguido distinción en la construcción y fabricación industrial y en la enseñanza de la cultura de vivir y construir, y que en su vida laboral siguen el espíritu de Heinrich Tessenow". Entre los premiados se encuentran: Giorgio Grassi (1992), Juan Navarro Baldeweg (1998), David Chipperfield (1999), y los premiados con el Premio Pritzker Sverre Fehn (1997), Peter Zumthor (1989) y Eduardo Souto de Moura (2001).
En 4 años (1995, 2007, 2008 y 2010) no se ha entregado el premio, mientras que en tres ocasiones (1986, 1990 y 2003) han sido dos los premiados. Hasta el año 2009, todos los premiados eran europeos; ese año se premió a Richard Sennett de Nueva York. Por países, el campeón absoluto es Alemania, con 24 premiados, el último de ellos en 1996. España tiene dos premiados Juan Navarro Baldeweg (1998) y Alberto Campo Baeza (2012).

## Listado de galardonados
Este es un listado completo de los galardonados con la medalla de oro Heinrich Tessenow por años:
| Año  | Galardonado                        | Ciudad               | País                  |
| ---- | ---------------------------------- | -------------------- | --------------------- |
| 1963 | Franz Schuster                     | Viena                | Austria               |
| 1964 | Kay Fisker                         | Copenhague           | Dinamarca             |
| 1965 | Otto Dellemann                     | Hannover             | Alemania              |
| 1966 | Heinrich Rettig                    | Dresde               | Alemania              |
| 1967 | Mia Seeger                         | Stuttgart -Gerlingen | Alemania              |
| 1968 | Wilhelm Wagenfeld                  | Stuttgart            | Alemania              |
| 1969 | Wilhelm Tiedje                     | Stuttgart            | Alemania              |
| 1970 | Wilhelm Hübotter                   | Hannover             | Alemania              |
| 1971 | Werner Wirsing                     | Múnich               | Alemania              |
| 1972 | Hans Döllgast                      | Múnich               | Alemania              |
| 1973 | Steen Eiler Rasmussen              | Copenhague           | Dinamarca             |
| 1974 | Heinrich Bartmann                  | Baden-Baden          | Alemania              |
| 1975 | Otto Kindt                         | Hamburgo             | Alemania              |
| 1976 | Arnold Braune                      | Oldenburgo           | Alemania              |
| 1977 | Godberg Nissen                     | Hamburgo             | Alemania              |
| 1978 | Gerhard Müller-Menckens            | Bremen               | Alemania              |
| 1979 | Hellmut Weber                      | Stuttgart            | Alemania              |
| 1980 | Helmut Hentrich                    | Düsseldorf           | Alemania              |
| 1981 | Povl Abrahamsen                    | Dragör               | Dinamarca             |
| 1982 | Friedrich Seegy                    | Núremberg            | Alemania              |
| 1983 | Kornel E. Polgar                   | Waddinxveen          | Países Bajos          |
| 1984 | Joachim Schürmann                  | Colonia              | Alemania              |
| 1985 | Theo Steinhauser                   | Múnich               | Alemania              |
| 1986 | Viggo Möller-Jensen                | Copenhague           | Dinamarca             |
| 1986 | Karljosef Schattner                | Eichstätt            | Alemania              |
| 1987 | Horst von Bassewitz                | Hamburgo             | Alemania              |
| 1988 | Johannes Spalt                     | Viena                | Austria               |
| 1989 | Peter Zumthor                      | Haldenstein          | Suiza                 |
| 1990 | Erich Kulka                        | Bussau im Wendly     |                       |
| 1990 | Wilhelm Lyzettel                   | Gehrden              | Alemania              |
| 1991 | Theodor Hugues                     | Múnich               | Alemania              |
| 1992 | Giorgio Grassi                     | Milán                | Italia                |
| 1993 | Massimo Carmassi                   | Pisa                 | Italia                |
| 1994 | Kurt Ackermann                     | Múnich               | Alemania              |
| 1995 | No entregado                       | No entregado         | No entregado          |
| 1996 | Peter Kulka                        | Dresde y Colonia     | Alemania              |
| 1997 | Sverre Fehn                        | Oslo                 | Noruega               |
| 1998 | Juan Navarro Baldeweg              | Madrid               | España                |
| 1999 | David Chipperfield                 | Londres              | Reino Unido           |
| 2000 | Heinz Tesar                        | Viena                | Austria               |
| 2001 | Eduardo Souto de Moura             | Oporto               | Portugal              |
| 2002 | Peter Märkli                       | Zúrich               | Suiza                 |
| 2003 | Mikko Heikkinen                    | Helsinki             | Finlandia             |
| 2003 | Markku Komonen                     | Helsinki             | Finlandia             |
| 2004 | Gilles Perraudin                   | Lyon                 | Francia               |
| 2005 | Miroslav Šik                       | Zúrich y Praga       | Suiza República Checa |
| 2006 | Sergison/Bates                     | Londres              | Reino Unido           |
| 2007 | No entregado                       | No entregado         | No entregado          |
| 2008 | No entregado                       | No entregado         | No entregado          |
| 2009 | Richard Sennett                    | Nueva York           | Estados Unidos        |
| 2010 | No entregado                       | No entregado         | No entregado          |
| 2011 | Roger Diener                       | Basilea              | Suiza                 |
| 2013 | Alberto Campo Baeza                | Madrid               | España                |
| 2014 | Winfried Brenne                    | Berlín               | Alemania              |
| 2016 | Anne Lacaton, Jean-Philippe Vassal | París                | Francia               |